# ベッドフォード伯爵
ベッドフォード伯爵（ベッドフォードはくしゃく、Earl of Bedford）はイングランド貴族の伯爵位。

## 歴史
第1期のベッドフォード伯爵位は1138年にヒュー・ド・ボーモントが叙されたのが最初と言われるが、ラルフ・デイヴィスはこの称号の実在を疑問視しており、議論となっている。しかし彼が1138年にベッドフォード伯爵領を受けていることは確かと多くの歴史家から考えられている。
第2期のベッドフォード伯爵位は1366年にフランス貴族クシー卿アンゲラン7世・ド・クシーが叙されたが、1377年にリチャード2世が即位した際に返上した。
現存する3期目のベッドフォード伯爵位は1551年に廷臣ジョン・ラッセルが叙されたのに始まる。1694年に第5代ベッドフォード伯ウィリアム・ラッセルがベッドフォード公爵に叙されて以降は、ベッドフォード公爵の従属爵位として続いている。3期目のベッドフォード伯爵位についてはベッドフォード公爵の記事を参照のこと。

## 歴代当主

### ベッドフォード伯爵 第1期 (1138年)
- 初代ベッドフォード伯ヒュー・ド・ボーモント（英語版）(Hugh de Beaumont, 1106年-)

### ベッドフォード伯爵 第2期 (1366年)
- 初代ベッドフォード伯/クシー卿アンゲラン7世・ド・クシー (Enguerrand VII de Coucy, 1340–1397)
  - 1377年にベッドフォード伯爵辞職

### ベッドフォード伯爵 第3期 (1551年)
- 初代ベッドフォード伯ジョン・ラッセル (John Russell, c.1485–1555)
- 2代ベッドフォード伯フランシス・ラッセル（英語版） (Francis Russell, 1527–1585)
- 3代ベッドフォード伯エドワード・ラッセル（英語版） (Edward Russell, 1572–1627)
- 4代ベッドフォード伯フランシス・ラッセル（英語版） (Francis Russell, 1593–1641)
- 5代ベッドフォード伯ウィリアム・ラッセル (William Russell, 1616–1700)
  - 1694年にベッドフォード公爵に叙される。以降の当主はベッドフォード公爵参照